# Liga1 2024 (Perú)
La Liga1 de Fútbol Profesional 2024, conocida como Liga1 2024 y por razones de patrocinio como Liga1 Te Apuesto 2024, fue la edición número 108 de la Primera División del Perú, la quincuagésima novena desde que se descentraliza en 1966, la sexta bajo la denominación de Liga1 y la primera bajo el patrocinio de Te Apuesto.
Fue administrada por una comisión transitoria de la que participarán siete clubes, bajo la supervisión de la Federación Peruana de Fútbol.
El torneo inició el 26 de enero de 2024 y finalizó el 3 de noviembre de 2024, contó con la participación de 18 equipos.
El club Universitario de Deportes término por consagrarse «bicampeón nacional» al conquistar la estrella número 28 en el año de su Centenario, tras ganar el Torneo Apertura como también el Torneo Clausura.

## Sistema
Como en temporadas anteriores, consta de un grupo único integrado por 18 clubes. Siguiendo un sistema de liga, los 18 equipos se enfrentan todos contra todos en dos ocasiones, una en campo propio y otra en campo contrario, sumando un total de 34 jornadas.
La clasificación final se establecerá teniendo en cuenta los puntos obtenidos en cada enfrentamiento, a razón de tres por partido ganado, uno por empate y ninguno en caso de derrota. Si al finalizar el campeonato dos equipos igualan a puntos, los mecanismos para desempatar la clasificación son los siguientes:
- Si los campeones del Apertura y del Clausura y los 2 primeros del acumulado fuesen distintos equipos, se disputarán Semifinales y Final.
- Si un equipo hubiese ganado Apertura o Clausura, y estuviese entre de los dos primeros del acumulado, clasificaba directamente a la Final. Su rival sería el ganador de la semifinal entre el otro ganador de uno de los torneos y el otro equipo de mayor puntaje en el acumulado.
- Si los dos equipos ganadores de los torneos también eran los 2 primeros del acumulado, se jugará directamente la Final entre esos equipos.
- Si un equipo gana ambos torneos, se proclamaba campeón nacional automáticamente.

### Clasificación a torneos internacionales
La Conmebol otorga 8 cupos a Perú para los torneos internacionales que se distribuyen de la siguiente manera:

### Copa Libertadores
- Perú 1: Campeón de la Liga1
- Perú 2: Subcampeón de la Liga1
- Perú 3: Tercer lugar de la Liga1
- Perú 4: Cuarto lugar de la Liga1

### Copa Sudamericana
- Perú 1: Quinto lugar de la Liga1
- Perú 2: Sexto lugar de la Liga1
- Perú 3: Séptimo lugar de la Liga1
- Perú 4: Octavo lugar de la Liga1

### Descenso a Liga2
Los equipos que ocupen los puestos 16°, 17° y 18° de la tabla acumulada, descenderán de categoría y disputarán la Liga2 2025.

## Ascensos y descensos
En el 2023 hubo 3 descensos (3 últimos puestos) y 2 ascensos (el campeón de la Liga2 y el ganador del Play-offs de Ascenso).
Siendo un total de 18 equipos en la presente temporada.
| Pos. | Descendidos de la Liga1 2023 |
| ---- | ---------------------------- |
| 17°  | Deportivo Binacional         |
| 18°  | Deportivo Municipal          |
| 19°  | Academia Cantolao            |

| Pos. | Ascendidos de la Liga2 2023 |
| ---- | --------------------------- |
| 1.°  | Comerciantes Unidos         |
| PO   | Los Chankas                 |

## Equipos participantes

### Localización
Perú está dividido en 25 regiones, de las cuales 10 estarán representados en el campeonato. Las regiones de Cusco y Lima cuentan con la mayor cantidad de representantes (3 equipos). Fue la primera vez en la historia que un equipo de Apurímac participó en Primera División.
| Cusco       | 3 | Cienciano, Cusco FC y Deportivo Garcilaso      | Universitario Alianza Lima Cristal ADT Alianza Atlético · Atlético Grau Los Chankas Carlos A. Mannucci · U. César Vallejo Comerciantes Unidos Cienciano · Cusco FC · Dep. Garcilaso FBC Melgar Sport Huancayo UTC Boys Unión Comercio |
| Lima        | 3 | Alianza Lima, Sporting Cristal y Universitario | Universitario Alianza Lima Cristal ADT Alianza Atlético · Atlético Grau Los Chankas Carlos A. Mannucci · U. César Vallejo Comerciantes Unidos Cienciano · Cusco FC · Dep. Garcilaso FBC Melgar Sport Huancayo UTC Boys Unión Comercio |
| Cajamarca   | 2 | Comerciantes Unidos y UTC                      | Universitario Alianza Lima Cristal ADT Alianza Atlético · Atlético Grau Los Chankas Carlos A. Mannucci · U. César Vallejo Comerciantes Unidos Cienciano · Cusco FC · Dep. Garcilaso FBC Melgar Sport Huancayo UTC Boys Unión Comercio |
| Junín       | 2 | ADT y Sport Huancayo                           | Universitario Alianza Lima Cristal ADT Alianza Atlético · Atlético Grau Los Chankas Carlos A. Mannucci · U. César Vallejo Comerciantes Unidos Cienciano · Cusco FC · Dep. Garcilaso FBC Melgar Sport Huancayo UTC Boys Unión Comercio |
| La Libertad | 2 | Carlos A. Mannucci y U. César Vallejo          | Universitario Alianza Lima Cristal ADT Alianza Atlético · Atlético Grau Los Chankas Carlos A. Mannucci · U. César Vallejo Comerciantes Unidos Cienciano · Cusco FC · Dep. Garcilaso FBC Melgar Sport Huancayo UTC Boys Unión Comercio |
| Piura       | 2 | Alianza Atlético y Atlético Grau               | Universitario Alianza Lima Cristal ADT Alianza Atlético · Atlético Grau Los Chankas Carlos A. Mannucci · U. César Vallejo Comerciantes Unidos Cienciano · Cusco FC · Dep. Garcilaso FBC Melgar Sport Huancayo UTC Boys Unión Comercio |
| Apurímac    | 1 | Los Chankas                                    | Universitario Alianza Lima Cristal ADT Alianza Atlético · Atlético Grau Los Chankas Carlos A. Mannucci · U. César Vallejo Comerciantes Unidos Cienciano · Cusco FC · Dep. Garcilaso FBC Melgar Sport Huancayo UTC Boys Unión Comercio |
| Arequipa    | 1 | FBC Melgar                                     | Universitario Alianza Lima Cristal ADT Alianza Atlético · Atlético Grau Los Chankas Carlos A. Mannucci · U. César Vallejo Comerciantes Unidos Cienciano · Cusco FC · Dep. Garcilaso FBC Melgar Sport Huancayo UTC Boys Unión Comercio |
| Callao      | 1 | Sport Boys                                     | Universitario Alianza Lima Cristal ADT Alianza Atlético · Atlético Grau Los Chankas Carlos A. Mannucci · U. César Vallejo Comerciantes Unidos Cienciano · Cusco FC · Dep. Garcilaso FBC Melgar Sport Huancayo UTC Boys Unión Comercio |
| San Martín  | 1 | Unión Comercio                                 | Universitario Alianza Lima Cristal ADT Alianza Atlético · Atlético Grau Los Chankas Carlos A. Mannucci · U. César Vallejo Comerciantes Unidos Cienciano · Cusco FC · Dep. Garcilaso FBC Melgar Sport Huancayo UTC Boys Unión Comercio |

## Datos
Equipos participantes de la temporada 2024.
| Equipo              | Ciudad      | Entrenador              | Estadio                   | Aforo  | Estadios alternativos                                                                    | Proveedor    | Patrocinador principal (Pecho) | Otros patrocinadores (Mangas u otras partes)                                                                                                   |
| ------------------- | ----------- | ----------------------- | ------------------------- | ------ | ---------------------------------------------------------------------------------------- | ------------ | ------------------------------ | --- |
| ADT                 | Tarma       | Claudio Biaggio         | Unión Tarma               | 9 100  | 1 Alternativa Monumental de Jauja                                                        | New Athletic | Caja Huancayo                  | Ver lista Romax Sporade |
| Alianza Atlético    | Sullana     | Gerardo Ameli           | Campeones del 36          | 12 000 | 2 Alternativas Melanio Coloma Miguel Grau                                                | Walon        | Caja Sullana                   | Ver lista Centro Oftalmológico NobaVisión Neuro Sure Forte Sporade                                                                             |
| Alianza Lima        | Lima        | Mariano Soso            | Alejandro Villanueva      | 33 938 | 2 Alternativas Nacional Iván Elías Moreno                                                | Nike         | Apuesta Total                  | Ver lista Bitel Cerveza Cristal DeoPies Hyundai Loterías Torito                                                                                |
| Atlético Grau       | Piura       | Ángel Comizzo           | Campeones del 36          | 12 000 | 2 Alternativas Olmos Miguel Grau                                                         | Walon        | Caja Piura DoradoBet           | Ver lista Estaciones San José Inmobiliaria Miraflores Perú Sporade                                                                             |
| Carlos A. Mannucci  | Trujillo    | Salomon Paredes         | Mansiche                  | 25 000 | 2 Alternativas Casa Grande Carlos A. Olivares                                            | Walon        | DoradoBet UPAO                 | Ver lista Aguafiel Cinética Sporade Transportes Línea                                                                                          |
| Comerciantes Unidos | Cutervo     | Carlos Silvestri        | Juan Maldonado Gamarra    | 8 000  | 4 Alternativas Cristo el Señor Manuel Burga Puelles Ramón Castilla Municipal El Frutillo | Jave         |                                | Ver lista Agua Yakuari Poresport |
| Cienciano           | Cusco       | Cristian Díaz           | Inca Garcilaso de la Vega | 42 000 | 4 Alternativas Urcos Túpac Amaru Thomas E. Payne Espinar                                 | New Athletic | DoradoBet                      | Ver lista Clínica San Juan de Dios JetSMART Sporade Tecno Fast                                                                                 |
| Cusco FC            | Cusco       | Miguel Rondelli         | Inca Garcilaso de la Vega | 42 000 | 4 Alternativas Urcos Túpac Amaru Thomas E. Payne Espinar                                 | Lotto        | Caja Cusco DoradoBet           | Ver lista Clínica O2 Medical Network Smart Fit Sporade Super Star Noticias Ultra Supermayorista Walking                                        |
| Deportivo Garcilaso | Cusco       | Guillermo Duró          | Inca Garcilaso de la Vega | 42 000 | 4 Alternativas Urcos Túpac Amaru Thomas E. Payne Espinar                                 | Walon        | Caja Cusco                     | Ver lista Clínica O2 Medical Network Sporade                                                                                                   |
| FBC Melgar          | Arequipa    | Walter Ribonetto        | Monumental de la UNSA     | 60 000 | 1 Alternativa Guillermo Briceño R.                                                       | Walon        | Stake                          | Ver lista Ricocan Sporade Saint-Gobain WOW Perú                                                                                                |
| Los Chankas         | Andahuaylas | César Vaioli            | Los Chankas               | 10 000 | 1 Alternativa Monumental de Condebamba                                                   | New Athletic | Cerveza Apurimeña              | Ver lista El Cisne Pinturas Cykron Sporade |
| Sport Boys          | Callao      | Guillermo Vásquez (INT) | Miguel Grau               | 17 000 | 3 Alternativas Iván Elías Moreno Alberto Gallardo Monumental                             | Astro        | Apuesta Total                  | Ver lista Alfin Banco Atrevia Fos-Hepan Forte Grupo YMSA Sporade                                                                               |
| Sport Huancayo      | Huancayo    | Franco Navarro          | Huancayo                  | 20 000 | 2 Alternativas Monumental de Jauja Unión Tarma                                           | Lotto        | Caja Huancayo                  | Ver lista Clínica Especializada Miranda DoradoBet Drytex Sporade Transportes Salazar                                                           |
| Sporting Cristal    | Lima        | Guillermo Farré         | Alberto Gallardo          | 11 500 | 1 Alternativa Nacional                                                                   | Adidas       | Caja Piura DoradoBet           | Ver lista Cerveza Cristal Gatorade MG Motor WOW Perú                                                                                           |
| Unión Comercio      | Tarapoto    | Milton García           | Carlos Vidaurre García    | 7 000  | 2 Alternativas IPD Moyobamba IPD Nueva Cajamarca                                         | Convert      |                                | Ver lista Corporación Chávez Grupo I-CAX Sporade WOW Perú                                                                                      |
| U. César Vallejo    | Trujillo    | Luis Hernández          | Mansiche                  | 25 000 | 2 Alternativas Carlos A. Olivares Casa Grande                                            | Astro        | Caja Trujillo UCV              | Ver lista Alkofarma Apuesta Total Eurotubo Institución Educativa Privada Ingeniería Restaurant Turístico Megalodón Promant Sporade Vendomática |
| Universitario       | Lima        | Fabián Bustos           | Monumental                | 80 096 | 1 Alternativa Nacional                                                                   | Marathon     | Apuesta Total                  | Ver lista Cerveza Cristal Jetour Opalux San Carlos                                                                                             |
| UTC                 | Cajamarca   | Guillermo Sanguinetti   | Germán Contreras Jara     | 6 300  | 3 Alternativas Cristo el Señor Ramón Castilla El Frutillo                                | Lotto        | Colegio Nivel A                | Ver lista Agua de Mesa San Lorenzo Electrolight Real Plaza                                                                                     |

### Jugadores extranjeros
| Equipo              | Jugador 1          | Jugador 2           | Jugador 3           | Jugador 4            | Jugador 5        | Jugador 6        |
| ------------------- | ------------------ | ------------------- | ------------------- | -------------------- | ---------------- | ---------------- |
| ADT                 | Fernando Bersano   | John Narváez        | Luis Pérez          | Ángel Quiñónez       | Alex Rambal      | Joao Rojas       |
| Alianza Atlético    | Santiago Arias     | Rodrigo Castro      | Adrián Fernández    | Federico Illanes     | Eric Tovo        | José Villegas    |
| Alianza Lima        | Adrián Arregui     | Juan Pablo Freytes  | Jiovany Ramos       | Sebastián Rodríguez  | Pablo Sabbag     | Cecilio Waterman |
| Atlético Grau       | Neri Bandiera      | Mauro da Luz        | Daniel Franco       | Benjamín García      | Tomás Sandoval   | Rodrigo Tapia    |
| Carlos A. Mannucci  | Nicolás Albarracín | Ángel Benítez       | Matías Cortave      | José Ricardo Cortés  | Gonzalo Rizzo    | Gustavo Viera    |
| Cienciano           | Abdiel Ayarza      | Marcelo Benítez     | Carlos Garcés       | Germán Mera          | Juan Romagnoli   | Gonzalo Ritacco  |
| Comerciantes Unidos | Matías Almirón     | Cristian González   | Édgar Lastre        | Dubán Palacio        | Matías Sen       |                  |
| Cusco FC            | Lucas Colitto      | Iván Colman         | Alan Pérez          | Rubén Ramírez        | Nicolás Silva    | Juan Tévez       |
| Deportivo Garcilaso | Luis Caicedo       | Andrés Chicaiza     | Mauricio Cuero      | Pablo Erustes        | Gaspar Gentile   |                  |
| FBC Melgar          | Brian Blando       | Lucas Diarte        | Leonel Galeano      | Leonel González      | Tomás Martínez   |                  |
| Los Chankas         | Kevin Becerra      | Abel Casquete       | Joseph Cox          | Ángel Ledesma        | Carlos López     | Alan Murialdo    |
| Sport Boys          | Maxi Amondarain    | Pablo Bueno         | Francisco Grahl     | Joel López Pissano   | Facundo Mansilla | Cristian Techera |
| Sport Huancayo      | Lucas Cano         | Otávio Gut          | Matias Pérez García | Carlos Ross          | Gutieri Tomelin  | Jhonier Viveros  |
| Sporting Cristal    | Martín Cauteruccio | Gustavo Cazonatti   | Santiago González   | Nicolás Pasquini     | Franco Romero    |                  |
| Unión Comercio      | Byron Angulo       | Ignacio Barrios     | Marlon de Jesús     | Teodoro Paredes      | Hernan Pérez     | Carlos Ramírez   |
| U. César Vallejo    | Oscar Barreto      | Édgar Benítez       | Yorleys Mena        | Geisson Perea        | Arley Rodríguez  | Jairo Vélez      |
| Universitario       | Sebastian Britos   | Matías Di Benedetto | Diego Dorregaray    | Segundo Portocarrero | Williams Riveros | Rodrigo Ureña    |
| UTC                 | Diego Mondino      | Cristian Ojeda      | Mario Otazú         | Víctor Perlaza       | Jarlín Quintero  | Jonathan Segura  |

|  | Habitualmente convocado por la selección de su país |

## Torneo Apertura

### Tabla de posiciones
| Pos. | Equipo                    | Pts. | PJ | G  | E | P  | GF | GC | Dif. | Clasificación           |
| ---- | ------------------------- | ---- | -- | -- | - | -- | -- | -- | ---- | ----------------------- |
| 1    | Universitario (G)         | 40   | 17 | 12 | 4 | 1  | 32 | 7  | +25  | Avanza a los Play-offs. |
| 2    | Sporting Cristal          | 40   | 17 | 13 | 1 | 3  | 44 | 20 | +24  |                         |
| 3    | FBC Melgar                | 38   | 17 | 12 | 2 | 3  | 36 | 19 | +17  |                         |
| 4    | Alianza Lima              | 33   | 17 | 11 | 0 | 6  | 32 | 16 | +16  |                         |
| 5    | Cusco FC                  | 29   | 17 | 9  | 2 | 6  | 22 | 21 | +1   |                         |
| 6    | ADT                       | 28   | 17 | 8  | 4 | 5  | 29 | 24 | +5   |                         |
| 7    | Cienciano                 | 26   | 17 | 6  | 8 | 3  | 20 | 20 | 0    |                         |
| 8    | Comerciantes Unidos       | 22   | 17 | 6  | 4 | 7  | 22 | 31 | −9   |                         |
| 9    | Los Chankas               | 21   | 17 | 6  | 3 | 8  | 25 | 26 | −1   |                         |
| 10   | Universidad César Vallejo | 20   | 17 | 4  | 8 | 5  | 19 | 24 | −5   |                         |
| 11   | Atlético Grau             | 19   | 17 | 4  | 7 | 6  | 19 | 17 | +2   |                         |
| 12   | Sport Boys                | 19   | 17 | 5  | 4 | 8  | 18 | 20 | −2   |                         |
| 13   | Sport Huancayo            | 19   | 17 | 5  | 4 | 8  | 18 | 29 | −11  |                         |
| 14   | UTC                       | 16   | 17 | 4  | 4 | 9  | 21 | 29 | −8   |                         |
| 15   | Deportivo Garcilaso       | 14   | 17 | 3  | 5 | 9  | 20 | 26 | −6   |                         |
| 16   | Alianza Atlético          | 14   | 17 | 3  | 5 | 9  | 11 | 19 | −8   |                         |
| 17   | Carlos A. Mannucci        | 14   | 17 | 3  | 5 | 9  | 11 | 34 | −23  |                         |
| 18   | Unión Comercio            | 9    | 17 | 1  | 6 | 10 | 17 | 34 | −17  |                         |

 Fuente: FPF
|                       |
| Ganador Universitario |

## Torneo Clausura

### Tabla de posiciones
| Pos. | Equipo                    | Pts. | PJ | G  | E | P  | GF | GC | Dif. | Clasificación           |
| ---- | ------------------------- | ---- | -- | -- | - | -- | -- | -- | ---- | ----------------------- |
| 1    | Universitario (G)         | 37   | 17 | 11 | 4 | 2  | 31 | 10 | +21  | Avanza a los Play-offs. |
| 2    | Alianza Lima              | 36   | 17 | 11 | 3 | 3  | 25 | 11 | +14  |                         |
| 3    | Sporting Cristal          | 34   | 17 | 10 | 4 | 3  | 47 | 15 | +32  |                         |
| 4    | FBC Melgar                | 32   | 17 | 9  | 5 | 3  | 30 | 16 | +14  |                         |
| 5    | Atlético Grau             | 32   | 17 | 8  | 8 | 1  | 25 | 11 | +14  |                         |
| 6    | Cusco FC                  | 31   | 17 | 9  | 4 | 4  | 28 | 23 | +5   |                         |
| 7    | Alianza Atlético          | 30   | 17 | 8  | 6 | 3  | 17 | 15 | +2   |                         |
| 8    | Cienciano                 | 26   | 17 | 8  | 2 | 7  | 28 | 24 | +4   |                         |
| 9    | ADT                       | 23   | 17 | 6  | 5 | 6  | 18 | 16 | +2   |                         |
| 10   | Deportivo Garcilaso       | 23   | 17 | 7  | 2 | 8  | 17 | 17 | 0    |                         |
| 11   | Sport Huancayo            | 19   | 17 | 5  | 4 | 8  | 21 | 28 | −7   |                         |
| 12   | Los Chankas               | 18   | 17 | 4  | 6 | 7  | 17 | 21 | −4   |                         |
| 13   | Carlos A. Mannucci        | 17   | 17 | 4  | 5 | 8  | 23 | 30 | −7   |                         |
| 14   | Sport Boys                | 16   | 17 | 4  | 4 | 9  | 14 | 31 | −17  |                         |
| 15   | UTC                       | 15   | 17 | 3  | 6 | 8  | 14 | 24 | −10  |                         |
| 16   | Comerciantes Unidos       | 13   | 17 | 3  | 4 | 10 | 14 | 29 | −15  |                         |
| 17   | Universidad César Vallejo | 10   | 17 | 2  | 4 | 11 | 15 | 31 | −16  |                         |
| 18   | Unión Comercio            | 8    | 17 | 2  | 2 | 13 | 13 | 45 | −32  |                         |

 Fuente: FPF
|                       |
| Ganador Universitario |

## Tabla acumulada
| Pos. | Equipo                        | Pts. | PJ | G  | E  | P  | GF | GC | Dif. | Clasificación o descenso                                   |
| ---- | ----------------------------- | ---- | -- | -- | -- | -- | -- | -- | ---- | ---------------------------------------------------------- |
| 1    | Universitario (C)             | 77   | 34 | 23 | 8  | 3  | 63 | 17 | +46  | Clasifica a la Fase de Grupos de la Copa Libertadores 2025 |
| 2    | Sporting Cristal              | 74   | 34 | 23 | 5  | 6  | 91 | 35 | +56  | Clasifica a la Fase de Grupos de la Copa Libertadores 2025 |
| 3    | FBC Melgar                    | 70   | 34 | 21 | 7  | 6  | 66 | 35 | +31  | Clasifica a la Fase 2 de la Copa Libertadores 2025         |
| 4    | Alianza Lima                  | 69   | 34 | 22 | 3  | 9  | 57 | 27 | +30  | Clasifica a la Fase 1 de la Copa Libertadores 2025         |
| 5    | Cusco FC                      | 60   | 34 | 18 | 6  | 10 | 50 | 44 | +6   | Clasifica a la Copa Sudamericana 2025                      |
| 6    | Cienciano                     | 52   | 34 | 14 | 10 | 10 | 48 | 44 | +4   | Clasifica a la Copa Sudamericana 2025                      |
| 7    | Atlético Grau                 | 51   | 34 | 12 | 15 | 7  | 44 | 28 | +16  | Clasifica a la Copa Sudamericana 2025                      |
| 8    | ADT                           | 51   | 34 | 14 | 9  | 11 | 47 | 40 | +7   | Clasifica a la Copa Sudamericana 2025                      |
| 9    | Alianza Atlético              | 44   | 34 | 11 | 11 | 12 | 28 | 34 | −6   |                                                            |
| 10   | Los Chankas                   | 39   | 34 | 10 | 9  | 15 | 42 | 47 | −5   |                                                            |
| 11   | Sport Huancayo                | 38   | 34 | 10 | 8  | 16 | 39 | 57 | −18  |                                                            |
| 12   | Deportivo Garcilaso           | 37   | 34 | 10 | 7  | 17 | 37 | 43 | −6   |                                                            |
| 13   | Sport Boys                    | 35   | 34 | 9  | 8  | 17 | 32 | 51 | −19  |                                                            |
| 14   | Comerciantes Unidos           | 35   | 34 | 9  | 8  | 17 | 36 | 60 | −24  |                                                            |
| 15   | UTC                           | 31   | 34 | 7  | 10 | 17 | 35 | 53 | −18  |                                                            |
| 16   | Carlos A. Mannucci (D)        | 31   | 34 | 7  | 10 | 17 | 34 | 64 | −30  | Desciende a Liga 2 2025                                    |
| 17   | Universidad César Vallejo (D) | 30   | 34 | 6  | 12 | 16 | 34 | 55 | −21  | Desciende a Liga 2 2025                                    |
| 18   | Unión Comercio (D)            | 17   | 34 | 3  | 8  | 23 | 30 | 79 | −49  | Desciende a Liga 2 2025                                    |

 Fuente: FPF

### Evolución
| Torneo              | Apertura | Apertura | Apertura | Apertura | Apertura | Apertura | Apertura | Apertura | Apertura | Apertura | Apertura | Apertura | Apertura | Apertura | Apertura | Apertura | Apertura | Clausura | Clausura | Clausura | Clausura | Clausura | Clausura | Clausura | Clausura | Clausura | Clausura | Clausura | Clausura | Clausura | Clausura | Clausura | Clausura | Clausura |
| Equipo / Jornada    | 1        | 2        | 3        | 4        | 5        | 6        | 7        | 8        | 9        | 10       | 11       | 12       | 13       | 14       | 15       | 16       | 17       | 18       | 19       | 20       | 21       | 22       | 23       | 24       | 25       | 26       | 27       | 28       | 29       | 30       | 31       | 32       | 33       | 34       |
| Equipo / Jornada    |          |          |          |          |          |          |          |          |          |          |          |          |          |          |          |          |          |          |          |          |          |          |          |          |          |          |          |          |          |          |          |          |          |          |
| ------------------- | -------- | -------- | -------- | -------- | -------- | -------- | -------- | -------- | -------- | -------- | -------- | -------- | -------- | -------- | -------- | -------- | -------- | -------- | -------- | -------- | -------- | -------- | -------- | -------- | -------- | -------- | -------- | -------- | -------- | -------- | -------- | -------- | -------- | -------- |
| Universitario       | 2        | 2        | 1        | 1        | 3        | 2        | 2        | 1        | 2        | 2        | 2        | 2        | 1        | 2        | 1        | 2        | 1        | 1        | 1        | 1        | 1        | 2        | 2        | 1        | 1        | 1        | 1        | 1        | 1        | 1        | 1        | 1        | 1        | 1        |
| Sporting Cristal    | 1        | 1        | 3        | 2        | 1        | 1        | 1        | 2        | 1        | 1        | 1        | 1        | 2        | 1        | 2        | 1        | 2        | 3        | 3        | 2        | 2        | 1        | 1        | 2        | 2        | 2        | 2        | 2        | 2        | 2        | 2        | 2        | 2        | 2        |
| FBC Melgar          | 11       | 16       | 11       | 15       | 12       | 11       | 8        | 6        | 4        | 4        | 4        | 4        | 3        | 3        | 3        | 3        | 3        | 2        | 2        | 3        | 3        | 3        | 3*       | 3*       | 3*       | 4*       | 3        | 3        | 4        | 4        | 4        | 4        | 3        | 3        |
| Alianza Lima        | 4        | 3        | 7        | 4        | 4        | 4        | 5        | 7        | 6        | 3        | 3        | 3        | 4        | 4        | 4        | 4        | 4        | 4        | 4        | 4        | 4        | 4        | 4        | 4        | 4        | 3        | 4        | 4        | 3        | 3        | 3        | 3        | 4        | 4        |
| Cusco FC            | 3        | 5        | 10       | 8        | 8        | 10       | 7        | 9        | 9        | 7        | 6        | 6        | 5        | 6        | 5        | 6        | 5        | 7        | 7        | 6        | 6        | 5        | 5        | 5        | 5        | 5        | 5        | 5        | 5        | 5        | 5        | 5        | 5        | 5        |
| Cienciano           | 6        | 6        | 8        | 5        | 5        | 5        | 4        | 3        | 5        | 5        | 5        | 5        | 7        | 7        | 7        | 7        | 7        | 6        | 6        | 7        | 7        | 7        | 7        | 7        | 7        | 7        | 7        | 6        | 6        | 6        | 6        | 6        | 6        | 6        |
| Atlético Grau       | 10       | 12       | 9        | 10       | 10       | 14       | 13       | 10       | 10       | 9        | 9        | 9        | 12       | 11       | 11       | 10       | 11       | 11       | 12       | 13*      | 12*      | 9*       | 9*       | 11*      | 10*      | 10*      | 8        | 8        | 8        | 8        | 7        | 8        | 7        | 7        |
| ADT                 | 17       | 14       | 16       | 12       | 13       | 8        | 12       | 8        | 8        | 8        | 8        | 7        | 6        | 5        | 6        | 5        | 6        | 5        | 5        | 5        | 5        | 6        | 6        | 6        | 6        | 6        | 6        | 7        | 7        | 7        | 8        | 7        | 8        | 8        |
| Alianza Atlético    | 9        | 13       | 15       | 11       | 14       | 12       | 14       | 14       | 12       | 14       | 12       | 12       | 14       | 15       | 16       | 16       | 16       | 16       | 16       | 16       | 16       | 15       | 14       | 13       | 14       | 13       | 14       | 11       | 9        | 9        | 9        | 9        | 9        | 9        |
| Los Chankas         | 5        | 8        | 6        | 9        | 11       | 6        | 10       | 12       | 13       | 12       | 15       | 11       | 11       | 10       | 9        | 9        | 9        | 8        | 8        | 8        | 8        | 8        | 8        | 8        | 8        | 8        | 9        | 10       | 12       | 11       | 11       | 10       | 10       | 10       |
| Sport Huancayo      | 7        | 4        | 2        | 3        | 2        | 3        | 3        | 4        | 7        | 10       | 10       | 10       | 9        | 9        | 10       | 11       | 13       | 13       | 10       | 12       | 10       | 10       | 11       | 9        | 9        | 9        | 10       | 12       | 10       | 10       | 10       | 11       | 11       | 11       |
| Deportivo Garcilaso | 15       | 18       | 18       | 18       | 16       | 17       | 18       | 16       | 16       | 15       | 16       | 14       | 15       | 14       | 14       | 15       | 15       | 14       | 15       | 14       | 14       | 13       | 13       | 16       | 13       | 14       | 13       | 14       | 13       | 14       | 12       | 12       | 12       | 12       |
| Sport Boys          | 16       | 17       | 12       | 14       | 9        | 13       | 9        | 11       | 11       | 11       | 13       | 15       | 16       | 16       | 15       | 13       | 12       | 9        | 9        | 11       | 9        | 11       | 10       | 10       | 11       | 12       | 11       | 13       | 14       | 12       | 13       | 13       | 13       | 13       |
| Comerciantes Unidos | 14       | 10       | 5        | 7        | 7        | 9        | 6        | 5        | 3        | 6        | 7        | 8        | 8        | 8        | 8        | 8        | 8        | 10       | 11       | 9        | 11       | 12       | 12*      | 12*      | 12*      | 11*      | 12       | 9        | 11       | 13       | 14       | 14       | 14       | 14       |
| UTC                 | 8        | 7        | 4        | 6        | 6        | 7        | 11       | 13       | 14       | 13       | 11       | 13       | 10       | 12       | 13       | 14       | 14       | 15       | 14       | 15       | 15       | 16       | 15       | 14       | 15       | 16       | 16       | 16       | 15       | 15       | 16       | 16       | 15       | 15       |
| Carlos A. Mannucci  | 18       | 15       | 17       | 17       | 18       | 18       | 17       | 15       | 15       | 17       | 17       | 17       | 17       | 17       | 17       | 17       | 17       | 17       | 17       | 17       | 17       | 17       | 17       | 17       | 17       | 17       | 17       | 17       | 17       | 17       | 17       | 17       | 17       | 16       |
| Univ. César Vallejo | 13       | 9        | 13       | 13       | 15       | 15       | 16       | 17       | 17       | 16       | 14       | 16       | 13       | 13       | 12       | 12       | 10       | 12       | 13       | 10       | 13       | 14       | 16       | 15       | 16       | 15       | 15       | 15       | 16       | 16       | 15       | 15       | 16       | 17       |
| Union Comercio      | 12       | 11       | 14       | 16       | 17       | 16       | 15       | 18       | 18       | 18       | 18       | 18       | 18       | 18       | 18       | 18       | 18       | 18       | 18       | 18*      | 18*      | 18*      | 18*      | 18*      | 18*      | 18*      | 18       | 18       | 18       | 18       | 18       | 18       | 18       | 18       |

(*) Indica la posición del equipo con un partido pendiente.

### Tabla de resultados cruzados
| Local \ Visitante   | ADT | AAS | ALI | ATG | MAN | CIE | COM | CUS | GAR | MEL | CHK | SBA | HUA | CRI  | UCO | UCV | UNI | UTC |
| ------------------- | --- | --- | --- | --- | --- | --- | --- | --- | --- | --- | --- | --- | --- | ---- | --- | --- | --- | --- |
| ADT                 | —   | 0–1 | 2–0 | 1–2 | 4–0 | 1–1 | 2–0 | 1–2 | 2–2 | 1–1 | 2–1 | 1–0 | 2–1 | 3–1  | 2–0 | 1–0 | 2–0 | 2–1 |
| Alianza Atlético    | 1–2 | —   | 0–2 | 0–0 | 0–0 | 0–1 | 1–0 | 1–1 | 3–0 | 3–1 | 1–0 | 2–0 | 1–1 | 1–0  | 2–0 | 1–1 | 0–3 | 2–0 |
| Alianza Lima        | 0–0 | 2–0 | —   | 2–0 | 1–0 | 3–0 | 5–1 | 1–2 | 3–2 | 1–1 | 3–0 | 3–0 | 2–1 | 1–2  | 1–0 | 2–1 | 0–1 | 1–0 |
| Atlético Grau       | 2–2 | 1–1 | 1–0 | —   | 3–0 | 1–1 | 3–0 | 4–0 | 2–2 | 1–2 | 1–1 | 0–0 | 0–0 | 1–1  | 1–0 | 3–1 | 1–1 | 4–0 |
| Carlos A. Mannucci  | 3–2 | 2–2 | 0–4 | 1–1 | —   | 1–2 | 1–3 | 4–1 | 1–1 | 1–1 | 2–1 | 1–0 | 1–2 | 0–4  | 0–0 | 0–0 | 0–4 | 2–0 |
| Cienciano           | 0–1 | 3–0 | 2–1 | 1–0 | 2–2 | —   | 1–0 | 1–2 | 0–2 | 3–1 | 0–0 | 3–2 | 3–1 | 2–2  | 7–0 | 1–1 | 0–0 | 1–1 |
| Comerciantes Unidos | 0–0 | 0–0 | 1–3 | 2–2 | 2–1 | 1–2 | —   | 0–1 | 2–1 | 0–0 | 3–2 | 0–0 | 3–2 | 0–1  | 3–1 | 2–0 | 0–2 | 1–1 |
| Cusco FC            | 3–2 | 2–0 | 3–0 | 0–1 | 3–0 | 2–0 | 2–1 | —   | 1–0 | 0–3 | 2–1 | 3–1 | 3–0 | 1–1  | 1–0 | 2–1 | 1–1 | 1–1 |
| Deportivo Garcilaso | 1–0 | 0–1 | 1–2 | 0–0 | 1–0 | 1–0 | 1–2 | 0–2 | —   | 1–3 | 1–1 | 2–0 | 0–2 | 2–3  | 3–1 | 2–0 | 2–2 | 1–0 |
| FBC Melgar          | 3–1 | 1–0 | 1–0 | 0–0 | 2–0 | 2–0 | 3–0 | 2–3 | 1–1 | —   | 2–0 | 2–1 | 4–1 | 2–0  | 2–1 | 5–2 | 1–0 | 1–0 |
| Los Chankas         | 2–0 | 2–0 | 0–1 | 0–1 | 1–1 | 1–2 | 2–0 | 2–0 | 1–0 | 2–2 | —   | 2–0 | 6–0 | 3–3  | 2–1 | 2–1 | 0–0 | 1–1 |
| Sport Boys          | 1–0 | 0–0 | 0–3 | 0–0 | 2–6 | 2–0 | 1–1 | 3–0 | 2–0 | 0–2 | 2–1 | —   | 2–1 | 1–3  | 0–0 | 2–0 | 1–2 | 1–1 |
| Sport Huancayo      | 0–2 | 4–0 | 0–2 | 1–3 | 1–0 | 1–2 | 2–2 | 2–0 | 1–0 | 2–4 | 3–1 | 1–0 | —   | 1–2  | 2–2 | 1–0 | 1–1 | 1–1 |
| Sporting Cristal    | 6–2 | 2–1 | 0–0 | 1–0 | 4–0 | 5–1 | 3–0 | 2–0 | 1–0 | 1–2 | 4–1 | 4–0 | 4–0 | —    | 5–1 | 4–1 | 2–1 | 4–0 |
| Unión Comercio      | 2–2 | 1–2 | 1–3 | 1–2 | 2–2 | 1–1 | 3–2 | 3–3 | 0–4 | 2–1 | 1–2 | 0–2 | 0–1 | 0–12 | —   | 2–2 | 1–2 | 2–0 |
| U. César Vallejo    | 0–0 | 0–0 | 2–3 | 2–1 | 0–2 | 2–2 | 3–1 | 2–2 | 0–2 | 3–2 | 1–1 | 2–2 | 1–1 | 2–1  | 1–0 | —   | 0–0 | 2–0 |
| Universitario       | 2–1 | 1–0 | 2–1 | 1–0 | 6–0 | 3–1 | 6–0 | 1–0 | 3–1 | 2–0 | 4–0 | 3–0 | 2–0 | 4–1  | 1–0 | 1–0 | —   | 1–0 |
| UTC                 | 1–1 | 1–1 | 0–1 | 3–2 | 2–0 | 1–2 | 2–3 | 2–1 | 1–0 | 2–6 | 2–0 | 2–4 | 1–1 | 1–2  | 3–1 | 4–0 | 0–0 | —   |

## Play-offs
Los play-offs hubieran sido la última etapa del campeonato. Según el reglamento en esta etapa participarían los ganadores de los dos torneos y los dos primeros en la Tabla Acumulada, en eliminatorias de ida y vuelta, si 1 ganador de los torneos cortos también estaba entre los 2 primeros del Acumulado, pasaba directamente a la Final y si ambos ganadores eran los 2 primeros del Acumulado se jugaba directamente la Final entre ellos. Sin embargo, Universitario al ganar los 2 torneos cortos y ser el primer lugar del Acumulado se proclamó campeón automáticamente.

### Equipos clasificados
| Equipo        | Método de clasificación       | Fecha del registro |
| ------------- | ----------------------------- | ------------------ |
| Universitario | Ganador del Apertura          | 25 de mayo         |
| Universitario | Primero de la Tabla acumulada | 27 de octubre      |
| Universitario | Ganador del Clausura          | 3 de noviembre     |

Nota:
|                                                          |
|                                                          |
| Bicampeón Nacional Universitario de Deportes 28.º título |
|                                                          |

## Copa Libertadores
| Equipo           | Clasificado como | Método de clasificación                  |
| ---------------- | ---------------- | ---------------------------------------- |
| Universitario    | Perú 1           | Campeón                                  |
| Sporting Cristal | Perú 2           | Subcampeón                               |
| FBC Melgar       | Perú 3           | 3.er mejor ubicado de la Tabla acumulada |
| Alianza Lima     | Perú 4           | 4.to mejor ubicado de la Tabla acumulada |
|                  |                  |                                          |

## Copa Sudamericana
| Equipo        | Clasificado como | Método de clasificación                 |
| ------------- | ---------------- | --------------------------------------- |
| Cusco FC      | Perú 1           | 5.º mejor ubicado de la Tabla acumulada |
| Cienciano     | Perú 2           | 6.º mejor ubicado de la Tabla acumulada |
| Atlético Grau | Perú 3           | 7.º mejor ubicado de la Tabla acumulada |
| ADT           | Perú 4           | 8.º mejor ubicado de la Tabla acumulada |
|               |                  |                                         |

## Estadísticas

### Goleadores
| 1°                                                       | Martín Cauteruccio | Sporting Cristal | 35 | 29 | 1.21' |
| 2°                                                       | Carlos Garcés      | Cienciano        | 19 | 34 | 0.56' |
| 3°                                                       | Jarlin Quintero    | UTC              | 17 | 32 | 0.53' |
| 4°                                                       | Lucas Cano         | Sport Huancayo   | 16 | 33 | 0.48' |
| 5°                                                       | Bernardo Cuesta    | FBC Melgar       | 15 | 27 | 0.56' |
| Actualizado el 3 de noviembre de 2024. Fuente: Flashcore |                    |                  |    |    |       |

### Máximos asistidores
| 1° | Santiago González                                        | Sporting Cristal | 21 | 34 |
| 2° | Iván Colman                                              | Cusco FC         | 13 | 34 |
| 3° | Andy Polo                                                | Universitario    | 12 | 34 |
| 4° | Carlos López                                             | Los Chankas      | 11 | 34 |
| 5° | Lucas Colitto                                            | Cusco FC         | 9  | 33 |
|    | Actualizado el 3 de noviembre de 2024. Fuente: Flashcore |                  |    |    |

### Tripletes o más
| Fecha      | Jugador            | Goles          | Local            | Resultado | Visitante        | Reporte           |
| ---------- | ------------------ | -------------- | ---------------- | --------- | ---------------- | ----------------- |
| 27/01/2024 | Martín Cauteruccio | 39' 56' 64'    | Sporting Cristal | 6 – 2     | ADT              | Fecha 1 Apertura  |
| 15/02/2024 | Martín Cauteruccio | 2' 10' 22'     | Sporting Cristal | 4 – 1     | Los Chankas      | Fecha 4 Apertura  |
| 24/02/2024 | Martín Cauteruccio | 43' 50' 62'    | Carlos Mannucci  | 0 – 4     | Sporting Cristal | Fecha 5 Apertura  |
| 20/05/2024 | Cristian Techera   | 9' 45+4' 78'   | UTC              | 2 – 4     | Sport Boys       | Fecha 16 Apertura |
| 31/07/2024 | Martín Cauteruccio | 40' 63' 90'    | Los Chankas      | 3 – 3     | Sporting Cristal | Fecha 4 Clausura  |
| 04/08/2024 | Martín Cauteruccio | 14' 43' 65'    | Sporting Cristal | 4 – 0     | Carlos Mannucci  | Fecha 5 Clausura  |
| 09/08/2024 | Jarlin Quintero    | 40' 74' 78'    | UTC              | 3 – 1     | Union Comercio   | Fecha 6 Clausura  |
| 21/08/2024 | Ángel Benítez      | 22' 64' 75'    | Sport Boys       | 2 – 6     | Carlos Mannucci  | Fecha 8 Clausura  |
| 27/10/2024 | Martín Cauteruccio | 3' 10' 22' 43' | Unión Comercio   | 0 – 12    | Sporting Cristal | Fecha 16 Clausura |

### Autogoles
| Fecha          | Jugador                 | Minuto       | Local               | Resultado | Visitante           | Reporte           |
| -------------- | ----------------------- | ------------ | ------------------- | --------- | ------------------- | ----------------- |
| 2. 05/02/2024  | Carlos Gamarra          | 3 - 2, 86'   | Comerciantes Unidos | 3 – 2     | Los Chankas         | Fecha 2 Apertura  |
| 4. 18/02/2024  | Carlos Ramírez          | 1 - 3, 86'   | Unión Comercio      | 1 – 3     | Alianza Lima        | Fecha 4 Apertura  |
| 5. 25/02/2024  | Cristian González       | 2 - 1, 32'   | Alianza Lima        | 5 – 1     | Comerciantes Unidos | Fecha 5 Apertura  |
| 6. 29/02/2024  | Erick Perleche          | 1 - 0, 56'   | Alianza Atlético    | 3 – 0     | Deportivo Garcilaso | Fecha 6 Apertura  |
| 6. 04/03/2024  | Diego Mondino           | 1 - 0, 87'   | Unión Comercio      | 2 – 0     | UTC                 | Fecha 6 Apertura  |
| 7. 09/03/2024  | Germán Mera             | 1 - 1, 90+9' | Atlético Grau       | 1 – 1     | Cienciano           | Fecha 7 Apertura  |
| 12. 21/04/2024 | José Zevallos           | 2 - 0, 79'   | Sporting Cristal    | 2 – 0     | Cusco F.C           | Fecha 12 Apertura |
| 13. 27/04/2024 | Daniel Franco           | 2 - 0, 54'   | UTC                 | 3 – 2     | Atlético Grau       | Fecha 13 Apertura |
| 1. 12/07/2024  | Alejandro Duarte        | 3 - 1, 77'   | ADT                 | 3 – 1     | Sporting Cristal    | Fecha 1 Clausura  |
| 3. 25/07/2024  | Jonathan Segura         | 2 - 0, 82'   | U. César Vallejo    | 2 – 0     | UTC                 | Fecha 3 Clausura  |
| 3. 26/07/2024  | Andy Polo               | 0 - 1, 69'   | Universitario       | 2 – 1     | Alianza Lima        | Fecha 3 Clausura  |
| 3. 26/07/2024  | Carlos Augusto Zambrano | 2 - 1, 88'   | Universitario       | 2 – 1     | Alianza Lima        | Fecha 3 Clausura  |
| 4. 30/07/2024  | Tarek Carranza          | 1 - 0, 79'   | Alianza Lima        | 1 – 0     | Unión Comercio      | Fecha 4 Clausura  |
| 4. 31/07/2024  | Luis Pérez              | 1 - 0, 10'   | Carlos Manucci      | 3 – 2     | ADT                 | Fecha 4 Clausura  |
| 6. 11/08/2024  | Nelinho Quina           | 0 - 1, 17'   | Carlos Mannucci     | 1 – 2     | Cienciano           | Fecha 6 Clausura  |
| 6. 11/08/2024  | Ítalo Espinoza          | 1 - 2, 45+3' | Carlos Mannucci     | 1 – 2     | Cienciano           | Fecha 6 Clausura  |
| 9. 24/08/2024  | Christian Ramos         | 2 - 0, 90+4' | Alianza Atlético    | 2 – 0     | Sport Boys          | Fecha 9 Clausura  |
| 9. 26/08/2024  | Lucas Colitto           | 2 - 1, 34'   | Unión Comercio      | 3 – 3     | Cusco FC            | Fecha 9 Clausura  |
| 10. 15/09/2024 | Kevin Becerra           | 1 - 0, 20'   | FBC Melgar          | 2 – 0     | Los Chankas         | Fecha 10 Clausura |
| 11. 17/09/2024 | Alonso Yovera           | 1 - 0, 80'   | Sporting Cristal    | 1 – 0     | Deportivo Garcilaso | Fecha 11 Clausura |
| 14. 19/10/2024 | Matías Di Benedetto     | 2 - 1, 57'   | Universitario       | 2 – 1     | ADT                 | Fecha 14 Clausura |
| 17. 31/10/2024 | Dalexander Ríos         | 3 - 0, 49'   | Cienciano           | 7 – 0     | Unión Comercio      | Fecha 17 Clausura |
| 17. 31/10/2024 | Kelvin Sánchez          | 7 - 0, 89'   | Cienciano           | 7 – 0     | Unión Comercio      | Fecha 17 Clausura |

## Anexos

### Partidos de preparación y presentación
| Fecha       | Ciudad          | Estadio                      | Local               | Resul.           | Invitado             | Denominación                  |
| ----------- | --------------- | ---------------------------- | ------------------- | ---------------- | -------------------- | ----------------------------- |
| 6 de enero  | Buenos Aires    | C.E.F.F.A.                   | Argentinos Juniors  | 2 - 0            | FBC Melgar           | Amistoso                      |
| 6 de enero  | Oropesa         | Complejo Cusco FC            | Cusco FC            | 2 - 4            | Deportivo Garcilaso  | Amistoso                      |
| 9 de enero  | Trujillo        | Mansiche                     | U. César Vallejo    | 0 - 0            | Universitario        | Noche Poeta                   |
| 10 de enero | Avellaneda      | Libertadores de América      | Independiente       | 1 - 3            | FBC Melgar           | Amistoso                      |
| 12 de enero | Lima            | La Finca Soccer              | Sport Boys          | 1 - 1            | Alianza Lima         | Amistoso                      |
| 13 de enero | Zeballos        | Predio DyJ                   | Defensa y Justicia  | 1 - 0            | FBC Melgar           | Amistoso                      |
| 13 de enero | Trujillo        | Villa Poeta                  | U. César Vallejo    | 2 - 1            | Comerciantes Unidos  | Amistoso                      |
| 13 de enero | Trujillo        | Complejo Deportivo UPAO      | Carlos A. Mannucci  | 0 - 2            | Alianza Atlético     | Amistoso                      |
| 14 de enero | Lima            | Nacional                     | Sporting Cristal    | 4 - 0            | Universidad Católica | Tarde Celeste                 |
| 14 de enero | Fort Lauderdale | DRV PNK Stadium              | Universitario       | 1 - 1            | Atlético Nacional    | Amistoso                      |
| 14 de enero | Cusco           | Inca Garcilaso de la Vega    | Cienciano           | 1 - 3            | Los Chankas          | Noche del Papá                |
| 15 de enero | Lima            | Nacional                     | Alianza Lima        | 2 - 0            | Once Caldas          | Noche Blanquiazul             |
| 16 de enero | Oropesa         | Complejo Cusco FC            | Cusco FC            | 1 - 1            | Los Chankas          | Amistoso                      |
| 17 de enero | Callao          | Miguel Grau                  | Sport Boys          | 2 - 4            | Atlético Grau        | Amistoso                      |
| 17 de enero | Trujillo        | Complejo Deportivo UPAO      | Carlos A. Mannucci  | 1 - 0            | Comerciantes Unidos  | Amistoso                      |
| 19 de enero | Montevideo      | Parque Federico Omar Saroldi | Unión               | 0 - 0 (3 - 2 p.) | U. César Vallejo     | Serie Río de la Plata 2024    |
| 20 de enero | Andahuaylas     | Los Chankas                  | Los Chankas         | 3 - 2            | Real Santa Cruz      | Tarde Chanka                  |
| 20 de enero | Arequipa        | Monumental de la UNSA        | FBC Melgar          | 1 - 1            | Bolívar              | Tarde Rojinegra               |
| 20 de enero | Cusco           | Inca Garcilaso de la Vega    | Cienciano           | 0 - 1            | Always Ready         | Amistoso                      |
| 20 de enero | Hialeah         | Ted Hendricks Stadium        | Sporting Cristal    | 0 - 1            | Barcelona            | City Cup Miami                |
| 20 de enero | Lima            | Monumental                   | Universitario       | 1 - 1            | Coquimbo Unido       | Noche Crema                   |
| 21 de enero | Sullana         | Campeones del 36             | Alianza Atlético    | 2 - 1            | Carlos A. Mannucci   | Amistoso                      |
| 21 de enero | Trujillo        | Mansiche                     | Alianza Lima        | 0 - 0            | Universidad Católica | Tarde Blanquiazul en Trujillo |
| 21 de enero | Callao          | Miguel Grau                  | Sport Boys          | 3 - 1            | The Strongest        | Trofeo Lizárraga              |
| 21 de enero | Cusco           | Inca Garcilaso de la Vega    | Deportivo Garcilaso | 4 - 0            | Orense               | Tarde del Rico Garci          |
| 21 de enero | Tarapoto        | Carlos Vidaurre García       | Unión Comercio      | 3 - 0            | Unión Tarapoto       | Tarde del Poderoso            |
| 21 de enero | Cajamarca       | Héroes de San Ramón          | UTC                 | 0 - 0            | Comerciantes Unidos  | Amistoso                      |
| 21 de enero | Tarma           | Estadio Unión Tarma          | ADT                 | 4 - 0            | Real Santa Cruz      | Tarde Adetina                 |
| 22 de enero | Montevideo      | Luis Franzini                | Defensor Sporting   | 0 - 2            | U. César Vallejo     | Serie Río de la Plata 2024    |
| 23 de enero | Andahuaylas     | Los Chankas                  | Los Chankas         | 1 - 0            | Always Ready         | Amistoso                      |

### Cambios de entrenadores
| Equipo              | Entrenador saliente (Jornadas)             | Salida           | Tipo               | Pos. | Entrenador entrante     | Entrada          | Último equipo dirigido |
| ------------------- | ------------------------------------------ | ---------------- | ------------------ | ---- | ----------------------- | ---------------- | ---------------------- |
| Deportivo Garcilaso | Gerardo Ameli (1-3 Apertura)               | 13 de febrero    | Despedido          | 18°  | Bernardo Redín          | 19 de febrero    | Honduras Sub-23        |
| Deportivo Garcilaso | Bernardo Redín (4-17 Apertura)             | 14 de junio      | Mutuo Acuerdo      | 15°  | Guillermo Duró          | 14 de junio      | Delfín                 |
| Alianza Atlético    | Luciano Theiler (1-5 Apertura)             | 26 de febrero    | Despedido          | 14°  | Hugo Valverde (INT)     | 27 de febrero    | Debut como entrenador  |
| Alianza Atlético    | Hugo Valverde (6 Apertura)                 | 3 de marzo       | Fin de interinidad | 12°  | Jorge Espejo            | 3 de marzo       | Academia Cantolao      |
| Alianza Atlético    | Jorge Espejo (7-17 Apertura)               | 26 de mayo       | Despedido          | 16°  | Gerardo Ameli           | 3 de junio       | Deportivo Garcilaso    |
| Melgar              | Pablo de Muner (1-6 Apertura)              | 3 de marzo       | Despedido          | 11°  | Marco Valencia (INT)    | 3 de marzo       | Melgar                 |
| Melgar              | Marco Valencia (6-17 Apertura)             | 28 de mayo       | Fin de interinidad | 3°   | Marco Valencia          | 28 de mayo       | Melgar                 |
| UCV                 | Roberto Mosquera (1-8 Apertura)            | 15 de marzo      | Mutuo acuerdo      | 17°  | Guillermo Salas         | 23 de marzo      | Alianza Lima           |
| UCV                 | Guillermo Salas (9 Apertura-6 Clausura)    | 13 de agosto     | Renuncia           | 16°  | Luis Hernández          | 13 de agosto     | UCV (R)                |
| Unión Comercio      | Néstor Craviotto (1-8 Apertura)            | 15 de marzo      | Despedido          | 18°  | Milton García           | 23 de marzo      | Deportivo Achuapa      |
| Los Chankas         | Juan Carlos Bazalar (1-9 Apertura)         | 29 de marzo      | Mutuo acuerdo      | 12°  | Pablo Bossi             | 15 de abril      | Alfonso Ugarte         |
| Los Chankas         | Pablo Bossi (10 Apertura-12 Clausura)      | 25 de septiembre | Mutuo acuerdo      | 12°  | César Vaioli            | 26 de septiembre | Binacional             |
| Sport Huancayo      | Wilmar Valencia (1-9 Apertura)             | 29 de marzo      | Despedido          | 7°   | Mifflin Bermúdez (INT)  | 1 de abril       | Sport Huancayo         |
| Sport Huancayo      | Mifflin Bermúdez (9-17 Apertura)           | 11 de junio      | Fin de interinidad | 13°  | Franco Navarro          | 11 de junio      | Carlos A. Mannucci     |
| Carlos Mannucci     | Franco Navarro (1-10 Apertura)             | 6 de abril       | Renuncia           | 17°  | Salomón Paredes (INT)   | 7 de abril       | Carlos A. Mannucci     |
| Carlos Mannucci     | Salomón Paredes (11-12 Apertura)           | 20 de abril      | Fin de interinidad | 17°  | Milton Mendes           | 21 de abril      | Marítimo               |
| Carlos Mannucci     | Milton Mendes (12 Apertura-3 Clausura)     | 27 de julio      | Mutuo acuerdo      | 17°  | Salomón Paredes         | 27 de julio      | Carlos Mannucci        |
| Sport Boys          | Fernando Gamboa (1-12 Apertura)            | 19 de abril      | Mutuo acuerdo      | 13°  | Juan Alayo (INT)        | 19 de abril      | Sport Boys             |
| Sport Boys          | Juan Alayo (12-17 Apertura)                | 7 de junio       | Fin de interinidad | 12°  | Juan Alayo              | 7 de junio       | Sport Boys             |
| Sport Boys          | Juan Alayo (1-12 Clausura)                 | 21 de septiembre | Renuncia           | 14°  | Guillermo Vásquez (INT) | 26 de septiembre | Sport Boys (R)         |
| Sporting Cristal    | Enderson Moreira (1-17 Apertura)           | 31 de mayo       | Mutuo acuerdo      | 2°   | Guillermo Farré         | 12 de junio      | Belgrano               |
| ADT                 | Carlos Desio (1-17 Apertura)               | 16 de junio      | Mutuo acuerdo      | 5°   | Wilmar Valencia         | 18 de junio      | Sport Huancayo         |
| ADT                 | Wilmar Valencia (1-12 Clausura)            | 24 de septiembre | Mutuo Acuerdo      | 7°   | Carlos Gutierrez (INT)  | 24 de septiembre | ADT (R)                |
| ADT                 | Carlos Gutierrez (13 Clausura)             | 7 de octubre     | Fin de Interinidad | 7°   | Claudio Biaggio         | 7 de octubre     | Nacional Potosí        |
| Alianza Lima        | Alejandro Restrepo (1 Apertura-3 Clausura) | 27 de julio      | Mutuo acuerdo      | 4°   | Mariano Soso            | 5 de agosto      | Sport Recife           |
| Cienciano           | Oscar Ibañez (1 Apertura-4 Clausura)       | 3 de agosto      | Mutuo acuerdo      | 7°   | Cristian Díaz           | 5 de agosto      | Morón                  |
| UTC                 | Carlos Ramacciotti (1 Apertura-8 Clausura) | 20 de agosto     | Mutuo acuerdo      | 14°  | Guillermo Sanguinetti   | 20 de agosto     | Sport Boys             |